# نجاش
نجاش (نام علمی: Najash) نام یک سرده از راسته پولک‌داران است.